# Danh sách tiểu bang Hoa Kỳ theo múi giờ

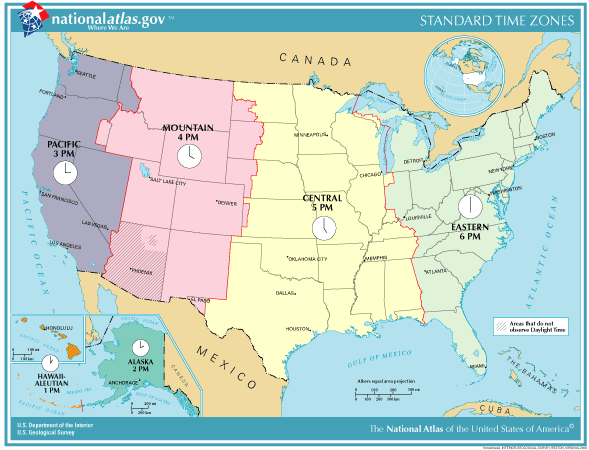
Bản đồ các múi giờ Hoa Kỳ với những vùng thời gian CST và EST mới được biểu thị

Đây là một danh sách các tiểu bang Hoa Kỳ theo múi giờ. Để biết thêm các múi giờ của Hoa Kỳ và các múi giờ khác, xem: Múi giờ. Phần lớn các bang của Hoa Kỳ có giờ tiết kiệm ánh sáng ngày (Daylight saving time hay gọi tắt là DST) mà ở Việt Nam thường gọi là giờ mùa hè theo cách gọi của châu Âu. Các tiểu bang có Giờ tiết kiệm ánh sáng ngày (DST) không được đánh dấu, riêng các tiểu bang không có DST được đánh dấu rõ ràng như vậy. Đây là cách đánh dấu ngược lại thường được dùng trong các bài nói về múi giờ.

## Các múi giờ
Đây là các múi giờ bao trùm Hoa Kỳ và các lãnh thổ sở hữu của Hoa Kỳ:
- UTC-11 Giờ chuẩn Samoa
- UTC-10 Giờ chuẩn Hawaii-Aleut (Hawaii-Aleutian Standard Time)
- UTC-9 Giờ chuẩn Alaska (Alaska Standard Time)
- UTC-8 Giờ chuẩn Thái Bình Dương (Pacific Standard Time)
- UTC-7 Giờ chuẩn miền núi (Mountain Standard Time)
- UTC-6 Giờ chuẩn miền Trung (Central Standard Time)
- UTC-5 Giờ chuẩn miền Đông (Eastern Standard Time)
- UTC-4 Giờ chuẩn Đại Tây Dương (Atlantic Standard Time)
- UTC+10 Giờ chuẩn Chamorro

## Các tiểu bang, lãnh thổ,...
- Alabama: UTC-6 CST Giờ chuẩn miền Trung
- Alaska:
  - Phần lớn tiểu bang: UTC-9 AKST Giờ chuẩn Alaska
  - Quần đảo Aleut (phía tây của 169° 30' T): UTC-10 HST Giờ chuẩn Hawaii-Aleut
- Samoa thuộc Mỹ: UTC-11 không có DST Giờ chuẩn Samoa
- Arizona: UTC-7 MST không có DST Giờ chuẩn miền núi
  - Xứ Navajo sử dụng DST.
- Arkansas: UTC-6 CST Giờ chuẩn miền Trung
- California: UTC-8 PST Giờ chuẩn Thái Bình Dương
- Colorado: UTC-7 MST Giờ chuẩn miền núi
- Connecticut: UTC-5 EST Giờ chuẩn miền Đông
- Delaware: UTC-5 EST Giờ chuẩn miền Đông
- Florida
  - Bán đảo Florida: UTC-5 EST Giờ chuẩn miền Đông
  - Cán chảo Florida (Florida Panhandle):
    - Phía đông sông Apalachicola cộng với những phần đất thuộc quận Franklin và quận Gulf nằm phía nam Thủy lộ Intracoastal: UTC-5 EST Giờ chuẩn miền Đông
    - Phía tây Sông Apalachicola, trừ nơi đã nói ở trên: UTC-6 CST Giờ chuẩn miền Trung
- Georgia: UTC-5 EST Giờ chuẩn miền Đông
- Guam: UTC+10 không có DST Giờ chuẩn Chamorro
- Hawaii: UTC-10 HST không có DST Giờ chuẩn Hawaii-Aleut
- Idaho:
  - Nơi dùng: UTC-8 PST Giờ chuẩn Thái Bình Dương (phía bắc sông Salmon, là nơi giữa ranh giới tiểu bang Oregon và ranh giới quận Idaho/quận Lemhi; phía tây ranh giới quận Idaho/quận Lemhi, là nơi giữa sông Salmon và ranh giới tiểu bang Montana)
  - Phần còn lại của tiểu bang: UTC-7 MST Giờ chuẩn miền núi
- Illinois: UTC-6 CST Giờ chuẩn miền Trung
- Indiana
  - Phần lớn tiểu bang: UTC-5 EST Giờ chuẩn miền Đông
  - Góc tây bắc và tây nam: UTC-6 CST Giờ chuẩn miền Trung
- Iowa: UTC-6 CST Giờ chuẩn miền Trung
- Kansas
  - Phần lớn tiểu bang: UTC-6 CST Giờ chuẩn miền Trung
  - Quận Greeley, quận Hamilton, quận Sherman và quận Wallace: UTC-7 MST Giờ chuẩn miền núi
- Kentucky
  - Nửa phía đông: UTC-5 EST Giờ chuẩn miền Đông
  - Nữa phía tây: UTC-6 CST Giờ chuẩn miền Trung
- Louisiana: UTC-6 CST Giờ chuẩn miền Trung
- Maine: UTC-5 EST Giờ chuẩn miền Đông
- Maryland: UTC-5 EST Giờ chuẩn miền Đông
- Massachusetts: UTC-5 EST Giờ chuẩn miền Đông
- Michigan
  - Phần lớn tiểu bang: UTC-5 EST Giờ chuẩn miền Đông
  - Các quận giáp ranh Wisconsin: UTC-6 CST Giờ chuẩn miền Trung
- Minnesota: UTC-6 CST Giờ chuẩn miền Trung
- Mississippi: UTC-6 CST Giờ chuẩn miền Trung
- Missouri: UTC-6 CST Giờ chuẩn miền Trung
- Montana: UTC-7 MST Giờ chuẩn miền núi
- Nebraska
  - Phần lớn tiểu bang: UTC-6 CST Giờ chuẩn miền Trung
  - Cán chảo Nebraska, các quận có ranh giới phía tây với Colorado, và phần phía tây của Sandhills: UTC-7 MST Giờ chuẩn miền núi
- Nevada
  - Phần lớn tiểu bang: UTC-8 PST Giờ chuẩn Thái Bình Dương
  - Jackpot và West Wendover: UTC-7 MST Giờ chuẩn miền núi
- New Hampshire: UTC-5 EST Giờ chuẩn miền Đông
- New Jersey: UTC-5 EST Giờ chuẩn miền Đông
- New Mexico: UTC-7 MST Giờ chuẩn miền núi
- New York: UTC-5 EST Giờ chuẩn miền Đông
- Bắc Carolina: UTC-5 EST Giờ chuẩn miền Đông
- Bắc Dakota
  - Phần lớn tiểu bang: UTC-6 CST Giờ chuẩn miền Trung
  - Phía tây Sông Missouri (trừ quận Morton và quận Oliver, và những phần của quận Dunn, quận McKenzie, và quận Sioux: UTC-7 MST Giờ chuẩn miền núi
- Quần đảo Bắc Mariana: UTC+10 không có DST Giờ chuẩn Chamorro
- Ohio: UTC-5 EST Giờ chuẩn miền Đông
- Oklahoma: UTC-6 CST Giờ chuẩn miền Trung
- Oregon
  - Phần lớn tiểu bang: UTC-8 PST Giờ chuẩn Thái Bình Dương (bao gồm 1/5 phía nam quận Malheur)
  - Phần còn lại của quận Malheur: UTC-7 MST Giờ chuẩn miền núi
- Pennsylvania: UTC-5 EST Giờ chuẩn miền Đông
- Puerto Rico: UTC-4 AST không có DST Giờ chuẩn Đại Tây Dương
- Đảo Rhode: UTC-5 EST Giờ chuẩn miền Đông
- Nam Carolina: UTC-5 EST Giờ chuẩn miền Đông
- Nam Dakota
  - Nửa phía đông tiểu bang: UTC-6 CST Giờ chuẩn miền Trung
  - Nửa phía tây tiểu bang: UTC-7 MST Giờ chuẩn miền núi
- Tennessee
  - Đông Tennessee, trừ quận Marion: UTC-5 EST Giờ chuẩn miền Đông
  - Trung Tennessee cộng quận Marion: UTC-6 CST Giờ chuẩn miền Trung
  - Tây Tennessee: UTC-6 CST Giờ chuẩn miền Trung
- Texas
  - Phần lớn tiểu bang: UTC-6 CST Giờ chuẩn miền Trung
  - Quận El Paso và quận Hudspeth, và một phần của quận Culberson: UTC-7 MST Giờ chuẩn miền núi
- Utah: UTC-7 MST Giờ chuẩn miền núi
- Vermont: UTC-5 EST Giờ chuẩn miền Đông
- Virginia: UTC-5 EST Giờ chuẩn miền Đông
- Quần đảo Virgin thuộc Mỹ: UTC-4 AST không có DST Giờ chuẩn Đại Tây Dương
- Washington: UTC-8 PST Giờ chuẩn Thái Bình Dương
- Washington, DC: UTC-5 EST Giờ chuẩn miền Đông
- Tây Virginia: UTC-5 EST Giờ chuẩn miền Đông
- Wisconsin: UTC-6 CST Giờ chuẩn miền Trung
- Wyoming: UTC-7 MST Giờ chuẩn miền núi